# Waitangitāhuna River (Lower)
Der untere, nördliche Teil des Waitangitāhuna River ist heute ein 24 km langer eigenständiger Fluss in der Region West Coast auf der Südinsel von Neuseeland. Nach einer Flut im Jahr 1967 teilte sich der Fluss in zwei Teile auf. Eine Namensumbenennung folgte im Dezember 2018. Auf Karten wird der Fluss häufig noch als Waitangitaona River bezeichnet.

## Geographie
Der Fluss wird heute geographisch durch den Zusammenfluss vom Matainui Creek und dem Graham Creek gebildet und fließt in Mäanderform in einem weiten Linksbogen parallel zum Whataroa River, der Tasmansee entgegen, in der er mündet.

## Geschichte
Im März 1967 veränderte eine Flut das Flussbett des seinerzeit noch als Waitangitaona River bezeichneten Flusses. Die Flut lenkte den ursprünglichen Fluss, der zuvor 1,7 km östlich des Lake Wahapo nach Osten abbog, nun nach Westen um und speiste von nun an den angrenzenden See. Ein kleiner Teil des Flusses versorgte gleichzeitig den nach Osten abgehenden Graham Creek, der in das alte Flussbett des Waitangitaona River mündete. Wasserbautechnische Maßnahmen, die in der Mitte der 1980er Jahre erfolgten, sorgten dann schließlich dafür, dass eventuell erneut auftretende Fluten das Flussbett nicht mehr verändern konnten. Damit war die Aufteilung des Flusses in zwei Teile besiegelt und per Definition der Ursprung des unteren, nördlichen Teil des Flusses auf den Zusammenfluss von Matainui Creek und Graham Creek gelegt.
Im Oktober 2017 akzeptierte der New Zealand Geographic Board den Vorschlag, den unteren nördlichen Teil des Waitangitaona River in Waitangitāhuna River umzubenennen, da die Schreibweise des Flusses im 19. Jahrhundert falsch übersetzt worden war und nun korrigiert werden sollte. Der obere, südliche Teil des Flusses sollte hingegen Waitakitāhuna-ki-te-Toka River genannt werden, damit die beiden, nun unabhängig voneinander verlaufenden Flüsse, unterschieden werden konnten.
In einem weiteren Meeting des New Zealand Geographic Board wurde dem Wunsch der lokal ansässigen Māori entsprochen, den Namen der beiden neuen Teile des Flusses einheitliche in Waitangitāhuna River zu ändern, was mit der Veröffentlichung in der Regierungs-Gazette am 20. Dezember 2018 geschah.